# Diego Maradona (film)
Pour les articles homonymes, voir Maradona (homonymie).
Pour plus de détails, voir Fiche technique et Distribution.
Diego Maradona est un film biographique documentaire britannique réalisé par Asif Kapadia sorti en 2019. Composé de documents d'archive et d'interviews, il retrace la vie du célèbre footballeur argentin.
Le film est projeté hors compétition dans le cadre de la sélection officielle du Festival de Cannes 2019.

## Synopsis
Si le documentaire aborde l'enfance, le début de carrière en Argentine et en Espagne ainsi que les années 1992 et suivantes, c'est surtout la période napolitaine (1984-1991) qui représente l'essentiel du film. En effet, cette petite décennie au SSC Napoli constitue l'apogée de la carrière de l'attaquant argentin et des excès de sa vie privée.

## Fiche technique
- Titre : Diego Maradona
- Réalisation : Asif Kapadia
- Direction musicale : Antonio Pinto
- Montage : Chris King
- Production : James Gay-Rees, Paul Martin
- Sociétés de production : Film4, Lorton Entertainment et On The Corner Films
- Pays d'origine : Royaume-Uni
- Format : couleurs
- Genre : documentaire, film biographique, sport
- Durée : 130 minutes (2 h 10)
- Dates de sortie : France : mai 2019 (Festival de Cannes 2019) ; 31 juillet 2019 (sortie nationale)

## Distinctions

### Nominations
- BAFTA 2020 : Meilleur film documentaire

### Sélections
- Festival de Cannes 2019 : sélection officielle hors compétition[1]
- Festival international du film de Locarno 2019 : sélection hors compétition Piazza Grande

## Sortie vidéo
Le film sort en DVD le 10 décembre 2019, édité par Blaq Out.